# Къстър (окръг, Айдахо)
Вижте пояснителната страница за други значения на Къстър.
Окръг Къстър (на английски: Custer County) е окръг в щата Айдахо, Съединени американски щати. Площ 12 786 km² (5,9% от площта на щата, 3-то място по големина). Население – 4172 души (2017), 0,28% от населението на щата, гъстота 0,33 души/km². Административен център град Чалис.
Окръгът е разположен в централната част на щата. Граничи със следните окръзи: на югозапад – Бойзи, на северозапад – Вали, на север – Лими, на изток – Бют, на юг – Блейн. Окръг Къстър е най-планинският окръг в щата Айдахо. На югозапад се простират североизточните склонове на планината Пионер (връх Олд Хидман 11775 f, 3589 m), на запад – източните склонове на хребета Сотут (връх Кастъл 11815 f, 3601 m), на север – южните склонове на планината Салмон Ривър (връх Туин Пийкс 10340 f, 3151 m), на изток – западните склонове на хребета Лемхай (масив Беър 10744 f, 3274 m), а в средата на окръга, от север-северозапад на юг-югоизток, на протежение от 90 km се издига хребета Лост Ривър. Тук се извисява най-високата точка на окръга и целия щат Айдахо – Бора връх 12662 f (3859 m). В средата на окръга от юг на север протича най-горното течение на река Салмон (десен приток на Снейк). На северозапад, по границата с окръг Вали протича горното течение на левия ѝ приток Среден Салмон, а при административния център Чалис отдясно в нея се влива река Пасимерой. Между хребета Лост Ривър на североизток и планината Пионер на югозапад в дълбока долина протича река Биг Лост Ривър, където се намира и най-ниската част на окръга – около 1700 m н.в.
Най-голям град в окръга е административният център Чалис 1081 души (2010 г.), където живее над 25% от населението на окръга.
През окръга, от юг-югоизток на север-северозапад, а след град Чалис на север, на протежение от 84 мили (135,2 km), преминава участък от Междущатско шосе .
Окръгът е образуван на 8 януари 1881 г. и е наименуван в чест на генерал Джордж Армстронг Къстър, на името на когото е кръстено откритото през 1876 г. златно находище в района.